# Csillagvár
A Balaton déli partján, Balatonszentgyörgy község központjától kb. 2,5 kilométerre délkeletre egy magaslaton emelkedik a messziről komor erődítménynek látszó Csillagvár, melyet 1957-ben műemlékké nyilvánítottak.

## Története
Az egykori dokumentumok szerint bizonyossággal állítható, hogy a nevét négyágú, csillag alakú alaprajzáról kapó épületet csak jóval a török háborúk után, 1820–1821 között emelték. Tulajdonosa Festetics László gróf, eredetileg a környező erdőségeiben élő vadállatok miatt vadászháznak rendezte be. Az akkori romantikus korszaknak megfelelően, négy esztendő múltán már árokkal és magas sánctöltéssel egészítették ki, így már valóban egy középkori végvárra hasonlított az objektum.

## Látnivalói
A vár földszintjén a 16. századi somogyi tájon állandó háborús viszonyokat teremtő török megszállás korszakának kiállítása tekinthető meg, egy-egy pillanatképet ábrázolva panoptikumszerűen. Így láthatjuk a falusi plébánossal vitatkozó várkapitányt, valamint a borral és hússal lakomázó végvári katonák figuráit, amiket korabeli ruhák és fegyverek másolatai tesznek élethűvé. A belső terem sarkából letekinthetünk a harminc méter mély kút víztükrére. A felső szinten különböző egyenruhákba öltöztetett babák sorakoznak, egyebek közt a magyar huszárság történetét mutatva be: mintegy 150 huszárfigurán tanulmányozhatjuk a régi egyenruhákat. A kazamataszer pincében baba- és plüssállat-kiállítás várja a látogatókat.
A Csillagvár körül kialakított másfél hektáros parkban a művészeti alkotótáborban készített műtárgyakat szemlélhetjük meg. A karámokban tartott őshonos magyar állatok voltak elődeink fő táplálékai. Nem csak ették őket, de ruházatuk alapanyagait is ezek adták, és még csontjaikból is készítettek használati tárgyakat. Az állatok belépti díj ellenében hajkurászhatók, illetve simogathatók.
A parkban sajátos játszóteret alakítottak ki autógumi-hintákkal, továbbá fatornyokkal, nyaktilóval és más, a középkorra utaló érdekességekkel. A falakon, illetve mellettük a paraszti élet különféle használati tárgyait helyezték el, valamint van még a területen egy Trianon-emlékmű és egy olyan emlékmű is, amely a határon túli magyarok kettős állampolgárságáról tartott népszavazásra emlékeztet. Kialakítottak egy kisebb kovácsműhelyt is, amelyben ki-ki maga próbálkozhat ízlésének és képességeinek megfelelő tárgyak előállításával.
A Csillagvár egész évben (kivéve november, december, január és február) minden nap várja látogatóit, akik a szabadtéri színpadon a „Csillagvári Esték” rendezvénysorozatát is megtekinthetik.

## Érdekességek
Itt forgatták 2013-ban a Kárpátia együttes "A Száműzött" című számának videóklipjét.